# Regiunea Murmansk
Regiunea Murmansk este un subiect federal al Federației Ruse, localizat în partea de nord-vest a Rusiei. Reședința regiunii este orașul Murmansk.

## Geografie
Regiunea Murmansk se află localizată în Peninsula Kola. Are o suprafață de 144.900 km². Se învecinează cu Norvegia, Finlanda, Republica Carelia și Oceanul Arctic.